# Will Yun Lee
Will Yun Lee, född 22 mars 1971 i Arlington i Virginia, är en amerikansk skådespelare. Han var med i James Bond-filmen Die Another Day, där han spelade som Tan-Sun Moon, senare kallad Gustav Graves.

## Filmografi
| Year      | Title                          | Role                  | Notes                                     |
| --------- | ------------------------------ | --------------------- | ----------------------------------------- |
| 1997      | Nash Bridges                   | Quick                 | Avsnitt: "Gun Play"                       |
| 1998      | Profiler                       | Andrew Young          | Avsnitt: "Ties That Bind"                 |
| 1998      | Brimstone                      | Roger                 | Avsnitt: "Poem"                           |
| 1999      | V.I.P.                         |                       | Avsnitt: "Mao Better Blues"               |
| 2000      | Gung Fu: The New Dragon        | Danny                 |                                           |
| 2000      | What's Cooking?                | Jimmy Nguyen          |                                           |
| 2000      | The Disciples                  | Yoyo Lee              |                                           |
| 2000      | Witchblade                     | Danny Woo             |                                           |
| 2001      | The Agency                     | Sam                   | Avsnitt: "The Year of Living Dangerously" |
| 2001–2002 | Witchblade                     | Detektiv Danny Woo    | 23 avsnitt                                |
| 2002      | Face                           | Daniel                |                                           |
| 2002      | Four Reasons                   | Buddha                |                                           |
| 2002      | Die Another Day                | Överste Tan-Sun Moon  |                                           |
| 2003      | 10-8: Officers on Duty         | Detektiv Danny Chang  | Avsnitt: "Let It Bleed"                   |
| 2004      | Torque - På högsta växel       | Val                   |                                           |
| 2004      | Threat Matrix                  | Danny Roh             | Avsnitt: "PPX"                            |
| 2004      | I lagens namn                  | Hiroji Yoshida        | Avsnitt: "Gaijin"                         |
| 2004      | 10-8: Officers on Duty         | Detective Danny Chang | Avsnitt: "Love Don't Love Nobody"         |
| 2005      | Elektra                        | Kirigi                |                                           |
| 2006      | Thief                          | Vincent Chan          | 6 avsnitt                                 |
| 2006      | CSI: Crime Scene Investigation | Dennis Kim            | Avsnitt: "Time of Your Death"             |
| 2006      | Tsunamin: Efter vågen          | Chai                  |                                           |
| 2007      | Hers                           | Lucas                 |                                           |
| 2007      | Hustle                         | Shiro                 | Avsnitt: "Conning the Artists"            |
| 2007      | Fallen                         | Mazarin               | 4 avsnitt                                 |
| 2007      | Bionic Woman                   | Jae Kim               | 7 avsnitt                                 |
| 2008      | 6th and Santa Fe               |                       | Kortfilm                                  |
| 2008      | Finnegan                       | Taki                  |                                           |
| 2010      | The King of Fighters           | Iori Yagami           |                                           |
| 2010      | Boston's Finest                | Eddie Lao             |                                           |
| 2010      | Five Star Day                  | Samuel Kim            |                                           |
| 2010–2013 | Hawaii Five-0                  | Sang Min              | 5 avsnitt                                 |
| 2011      | Four Assassins                 | Marcus                |                                           |
| 2011      | Where the Road Meets the Sun   | Takashi               |                                           |
| 2011      | Setup                          | Joey                  |                                           |
| 2011      | Oka!                           | Yi                    |                                           |
| 2011      | Saints Row: The Third          | Olika karaktärer      | Röstroll                                  |
| 2012      | Total Recall                   | Marek                 |                                           |
| 2012      | Sleeping Dogs                  | Wei Shen              | Röstroll i datorspel                      |
| 2012      | Red Dawn                       | Kapten Cho            |                                           |
| 2012      | Bangkok Love Story             |                       |                                           |
| 2013      | Lost for Words                 | Stanford              |                                           |
| 2013      | The Wolverine                  | Keniuchio Harada      |                                           |
| 2013      | Make Your Move 3D              | Kaz                   |                                           |
| 2014      | Sleeping Dogs: Triad Wars      | Wei Shen              | Röstroll                                  |
| 2018      | Rampage                        | Agent Park            |                                           |
| 2018–2024 | The Good Doctor                | Dr. Alex Park         | TV-serie                                  |
| 2021      | Önskedraken                    | Mr. Wang              | Röstroll                                  |
| 2026      | The Odyssey                    | TBA                   |                                           |